# 斉藤正行
斉藤 正行（さいとう まさゆき、1978年1月21日 - ）は介護コンサルタント、実業家、評論家。株式会社日本介護ベンチャーコンサルティンググループ代表取締役。奈良県生駒市出身。

## 経歴・主な役職

### 経歴
2000年3月に立命館大学経済学部を卒業する。卒業後、株式会社ベンチャーリンクに入社（2000年4月）し、飲食業のコンサルティング、事業再生などを手掛ける。
2003年5月に、メディカル・ケア・サービス株式会社 に入社する。そこで、「愛の家」ブランドでグループホーム（認知症対応型共
同生活介護）を全国に展開。自らグループホーム事業の立ち上げを行い、現在の運営管理体制、営業スキームを構築し、ビジネスモデルを確立させた。2005年8月に、取締役運営事業本部長に就任する。（2006年8月名証セントレックスに上場）
2010年5月に株式会社日本介護福祉グループへ入社し、2か月後の7月には取締役副社長に就任する。この時、「茶話本舗」ブランドでデイサービス（通所介護事業所）を全国にフランチャイズ展開をする。茶話本舗はお泊りデイサービスという新しいモデルを生み出すことになったが、多くの介護保険法上の違反行為や、『雑魚寝の老後』と評された通り、六畳一間に高齢者を押し込むなど、貧困ビジネスの代表として問題視された。同年12月に一般社団法人日本介護ベンチャー協会を自ら設立し、代表理事に就任する。
2013年8月に 株式会社日本介護ベンチャーコンサルティンググループ を設立し、代表取締役に就任する。その後、2018年4月に 株式会社ピースフリーケアグループ 代表取締役に就任する。
2020年6月全国介護事業者連盟理事長に就任。
2025年3月8日、自由民主党は、同年夏の第27回参議院議員通常選挙に斉藤を比例代表で擁立すると発表した。同年7月20日の投開票の結果52,988票を獲得したが、自由民主党が12議席を確保したのに対し31人中25位で落選。

### 主な役職
- 一般社団法人全国介護事業者連盟　理事長[2]
- 一般社団法人日本介護ベンチャー協会　代表理事[5]
- 一般社団法人日本介護協会（介護甲子園）　副理事長[6]
- 一般社団法人日本デイサービス協会　理事・事務局長[7]
- 一般社団法人日本在宅介護協会東京支部　監事
- 一般社団法人全日本業界活性化団体連合会　専務理事[8]

## 人物・エピソード

### 介護事業について
斉藤は自著「世界に誇れる日本の介護」にて介護事業は日本において最も成長していく可能性が高く、高齢化や人口減少の中で唯一市場が拡大するとしているが、一方で人材不足も懸念しており、「介護の魅力を発信していくこと」「介護業界の生産性を向上させること」など新しい人材獲得のために国に頼るだけではなく、介護事業者がそれぞれ取り組む必要があると訴えている。

### 全国介護事業者連盟理事長として
2020年9月、2021年の介護報酬改定に向けて、斎藤は「年内には次期改定の中身は決定すると思いますが、介護事業者は「ウィズコロナ」という前提の中で経営していかなくてはならず、報酬改定においても、新型コロナの影響により経営環境が悪化している事業者への対応を踏まえたものでなくてはなりません。一方で、新型コロナ対応と同時並行して報酬改定を迎える中で、これまでのように議論を尽くすことは現実的に難しく、大きなマイナス改定などにはならないと思います。」と話しており、コロナウィルスの影響により、2021年度の介護報酬改定にも影響があるとの見解を述べている。
また、2024年の診療報酬・介護報酬同時改定に関して斉藤は、「今後の生産性の向上において利用者にしわ寄せがいくことのないよう、しっかり革新を進めなくてはなりません。」と話し、介護事業者の生産性向上の必要性を訴えた。2020年3月、斉藤は「デイサービスの生き残り戦略」がテーマの講演で「診療報酬との同時改定となる2024年度が大改革の本命本丸。ここに向けて様々な議論が進んでいく」と指摘している。さらに「2024年度まで十分に準備する時間が設けられたと言っていいい。次の3年間でしっかりと事業の土台を作り上げないと生き残れない」とも述べた。

## メディア出演

### テレビ
- 『ハートネットTV』お泊りデイサービス特集（NHK総合テレビ、2013年7月）
- 『ゆうどきネットワーク』認知症介護の切り札（NHK総合テレビ、2012年10月）
- 『ニューステラス関西』大阪プロレスの高齢者介護事業参入について（NHK総合テレビ、2012年12月）
- 『朝まで生テレビ!』元旦スペシャル、介護・高齢化問題について（テレビ朝日、2016年1月）
- 『L4You』密着！デイサービス　※番組監修・出演　（テレビ東京）
- 『ワールドビジネスサテライト』社団法人設立記者会見（テレビ東京、2015年1月）、介護ベンチャー協会の設立取材（テレビ東京、2011年1月）
- 『モーゼの道標』日本介護福祉グループの企業紹介（千葉テレビ、2012年12月）

### ネット
- 自民党・Café Sta
- 私が変えます、介護業界問題！[12]

### 新聞
- 保険適用化　業界に賛否「お泊りデイ」介護続々（読売新聞）
- 「介護ベンチャー協会」設立　業界を人材集う場に（読売新聞）
- お泊りデイ「必須サービス」介護家族に待望論（産経新聞）
- 介護の迷路　安心して老いるために（日本経済新聞）
- 株式会社ワールドステイとの業務提携（日本経済新聞）
- 介護ベンチャー特集（日本経済新聞）
- 若手の介護経営者　学生向け魅力発信「介護ベンチャー協会」設立（日本経済産業新聞）
- 介護事業経営者介護ベンチャー協会を設立（日本経済産業新聞）
- 新人脈地脈　日本介護ベンチャー協会　学生と交流、魅力を発信（日本経済産業新聞）

### 雑誌・インターネット出版
- 賛否両論の「お泊りデイ」厚労省の狙いは規制強化か（週刊東洋経済）
- 亀岡大郎の天下取り対談「若者の力で介護業界を変える“介護版ビットバレー”を構想」（ビジネスチャンス）
- キーパーソンに聞く「日本の介護を救うのはプロレスだ!!」（日経ビジネスオンライン、インターネット出版）

### 書籍・出版
- 「エスペランサ希望」　日本医療企画社（2013年3月）
- 「世界に誇れる日本の介護」　ぱる出版(2021年7月)[13]

## 業務提携
- キャストパワー[14] とのマネジメント契約